# Тайсон Чендлер
Тайсон Клеотіс Чендлер (англ. Tyson Cleotis Chandler; народився 2 жовтня 1982 року) — американський професійний баскетболіст, центровий клубу НБА «Х'юстон Рокетс». Був вибраний на драфті НБА 2001 клубом «Лос-Анджелес Кліпперс» під 2 номером.

### НБА
Після закінчення школи в 2001 році Чендлер був вибраний на драфті НБА «Лос-Анджелес Кліпперс». Він не зіграв за цей клуб жодного матчу, а був одразу після драфту обміняний на Елтона Бренда з «Чикаго Буллз». У новому клубі Чендлера переслідували травми і до 2005 року він був другим центровим після Едді Каррі. У 2005 році Каррі перейшов у «Нью-Йорк Нікс» і Чендлер став основним центровим. У 2006 році Чендлер був обміняний в «Нью-Орлінс Горнетс». В новому клубі мав більше ігрової практики, завдяки цьому зросли й статистичні показники. Варто відзначити сезон 2007-08, у якому Чендлер набирав у середньому дабл-дабл за гру (11.8 підбирань та 11.7 очок). В цьому сезоні Чендлер також став першим в лізі кількістю підбирань в атаці. 28 липня 2009 року Чендлера обміняли на Емеку Окафора у «Шарлот Бобкетс». У цьому клубі Чедлер провів один сезон, і 13 липня 2010 був обміняний у «Маверікс». 9 грудня 2011 Тайсон перейшов у Нью-Йорк Нікс.

### Статистика кар'єри в НБА
| † | Позначає сезони, в яких Чандлер став чемпіоном НБА |
|   | Лідер Ліги за цим показником                       |

#### Регулярний сезон
| Сезон            | Команда            | GP  | GS  | MPG  | FG%  | 3P%  | FT%   | RPG  | APG | SPG | BPG | PPG  |
| ---------------- | ------------------ | --- | --- | ---- | ---- | ---- | ----- | ---- | --- | --- | --- | ---- |
| 2001–02          | Чикаго Буллз       | 71  | 31  | 19.6 | .497 | .000 | .604  | 4.8  | .8  | .4  | 1.3 | 6.1  |
| 2002–03          | Чикаго Буллз       | 75  | 68  | 24.4 | .531 | .000 | .608  | 6.9  | 1.0 | .5  | 1.4 | 9.2  |
| 2003–04          | Чикаго Буллз       | 35  | 8   | 22.3 | .424 | .000 | .669  | 7.7  | .7  | .5  | 1.2 | 6.1  |
| 2004–05          | Чикаго Буллз       | 80  | 10  | 27.4 | .494 | .000 | .673  | 9.7  | .8  | .9  | 1.8 | 8.0  |
| 2005–06          | Чикаго Буллз       | 79  | 50  | 26.8 | .565 | .000 | .503  | 9.0  | 1.0 | .5  | 1.3 | 5.3  |
| 2006–07          | Нью-Орлінс Горнетс | 73  | 73  | 34.6 | .624 | .000 | .527  | 12.4 | .9  | .5  | 1.8 | 9.5  |
| 2007–08          | Нью-Орлінс Горнетс | 79  | 79  | 35.2 | .623 | .000 | .593  | 11.7 | 1.0 | .6  | 1.1 | 11.8 |
| 2008–09          | Нью-Орлінс Горнетс | 45  | 45  | 32.1 | .565 | .000 | .579  | 8.7  | .5  | .3  | 1.2 | 8.8  |
| 2009–10          | Charlotte          | 51  | 27  | 22.8 | .574 | .000 | .732  | 6.3  | .3  | .3  | 1.1 | 6.5  |
| 2010–11†         | Даллас Маверікс    | 74  | 74  | 27.8 | .654 | .000 | .732  | 9.4  | .4  | .5  | 1.1 | 10.1 |
| 2011–12          | Нью-Йорк Нікс      | 62  | 62  | 33.2 | .679 | .000 | .689  | 9.9  | .9  | .9  | 1.4 | 11.3 |
| 2012–13          | Нью-Йорк Нікс      | 66  | 66  | 32.8 | .638 | .000 | .694  | 10.7 | .9  | .6  | 1.1 | 10.4 |
| 2013–14          | Нью-Йорк Нікс      | 55  | 55  | 30.2 | .593 | .000 | .632  | 9.6  | 1.1 | .7  | 1.1 | 8.7  |
| 2014–15          | Даллас Маверікс    | 75  | 75  | 30.5 | .666 | .000 | .720  | 11.5 | 1.1 | .6  | 1.2 | 10.3 |
| 2015–16          | Фінікс Санз        | 66  | 60  | 24.5 | .583 | .000 | .620  | 8.7  | 1.0 | .5  | .7  | 7.2  |
| Кар'єра          | Кар'єра            | 986 | 783 | 28.5 | .591 | .000 | .644  | 9.3  | .9  | .6  | 1.3 | 8.7  |
| Матчі всіх зірок | Матчі всіх зірок   | 1   | 0   | 17.0 | .400 | .000 | 1.000 | 8.0  | .0  | .0  | .0  | 7.0  |

#### Плей-оф
| Сезон   | Команда            | GP | GS | MPG  | FG%  | 3P%  | FT%  | RPG  | APG | SPG | BPG | PPG  |
| ------- | ------------------ | -- | -- | ---- | ---- | ---- | ---- | ---- | --- | --- | --- | ---- |
| 2005    | Чикаго Буллз       | 6  | 0  | 28.7 | .475 | .000 | .696 | 9.7  | 1.3 | .2  | 2.2 | 11.7 |
| 2006    | Чикаго Буллз       | 6  | 0  | 17.3 | .667 | .000 | .300 | 4.5  | .5  | .3  | .3  | 1.8  |
| 2008    | Нью-Орлінс Горнетс | 12 | 12 | 34.3 | .632 | .000 | .625 | 10.3 | .4  | .4  | 1.7 | 8.0  |
| 2009    | Нью-Орлінс Горнетс | 4  | 4  | 23.5 | .500 | .000 | .500 | 5.3  | .5  | .5  | .3  | 3.8  |
| 2010    | Charlotte          | 4  | 0  | 15.0 | .545 | .000 | .667 | 2.5  | .5  | .5  | .8  | 3.5  |
| 2011†   | Даллас Маверікс    | 21 | 21 | 32.4 | .582 | .000 | .679 | 9.2  | .4  | .6  | .9  | 8.0  |
| 2012    | Нью-Йорк Нікс      | 5  | 5  | 33.4 | .440 | .000 | .600 | 9.0  | .8  | 1.4 | 1.4 | 6.2  |
| 2013    | Нью-Йорк Нікс      | 12 | 12 | 29.2 | .538 | .000 | .750 | 7.3  | .3  | .7  | 1.2 | 5.7  |
| 2015    | Даллас Маверікс    | 5  | 5  | 32.0 | .655 | .000 | .500 | 10.8 | .2  | .6  | 1.2 | 10.2 |
| Кар'єра | Кар'єра            | 75 | 59 | 29.3 | .566 | .000 | .634 | 8.3  | .5  | .6  | 1.1 | 7.0  |

## Збірна США
У 2007 році у складі збірної США виграв чемпіонат Америки з баскетболу.